# Ferrari Monza
Pour les articles homonymes, voir Ferrari et Monza.
Les Ferrari Monza sont une série de voitures sport-prototype de l'écurie italienne Scuderia Ferrari, produites entre 1953 et 1957 pour le championnat du monde des voitures de sport, avec un important palmarès de victoires dans leurs catégories. 

## Histoire
À la suite des victoires aux Championnat du monde de Formule 1 1952 et 1953 de ses Ferrari 500 à moteur 4 cylindres en ligne, à double arbres à cames en tête, double allumage, et double carburateurs Weber, du motoriste Aurelio Lampredi, Enzo Ferrari engage avec succès cette série de « Ferrari Monza  » à partir du nouveau Championnat du monde des voitures de sport 1953, suivit des Championnat du monde des voitures de sport 1954, 1955, 1956, et 1957.

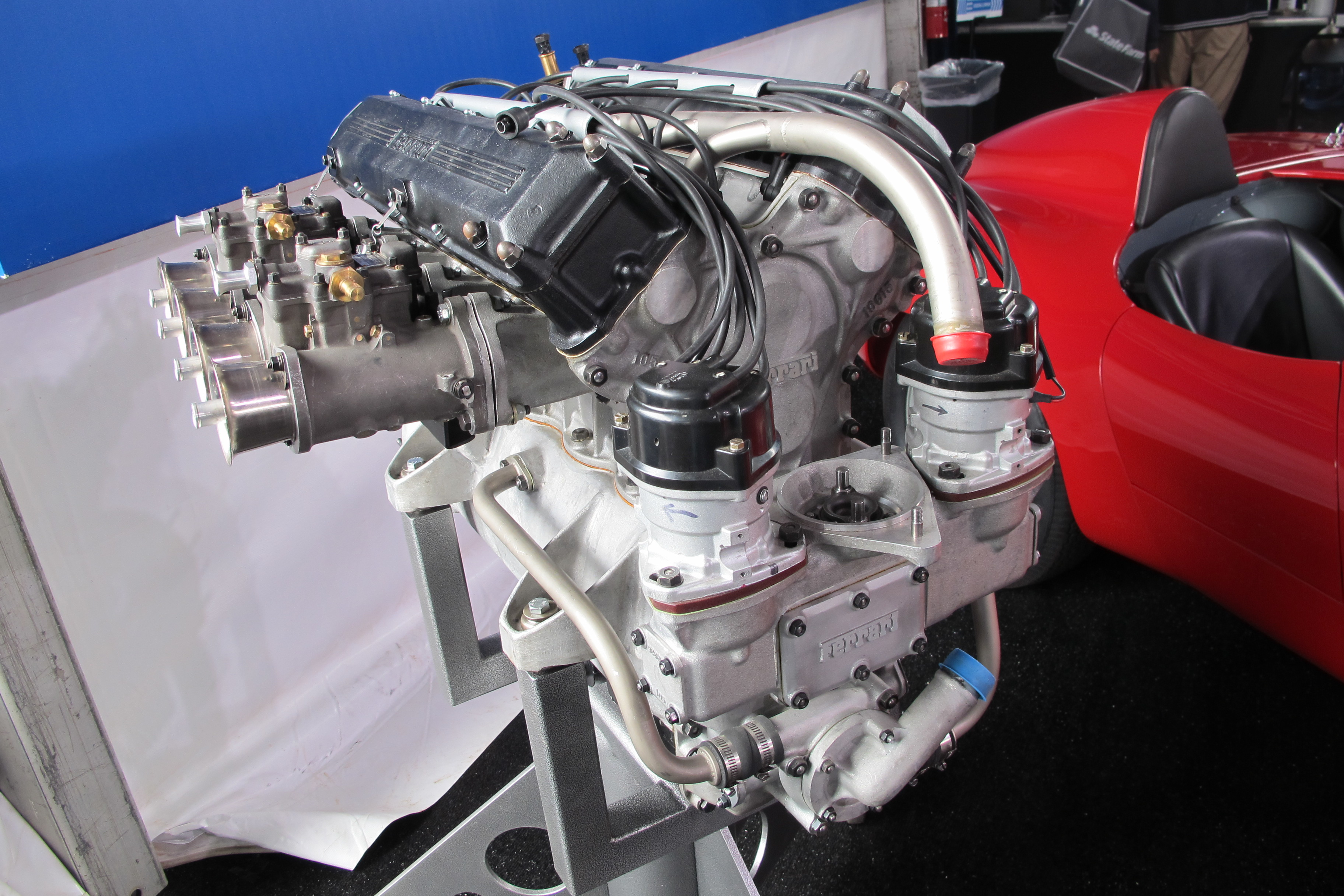
Moteur 4 cylindres en ligne Ferrari-Lampredi
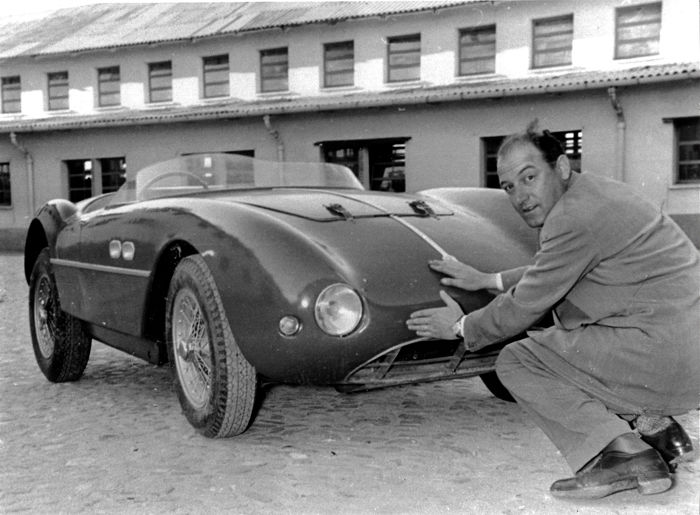
Ferrari 735 S et Aurelio Lampredi (1953)
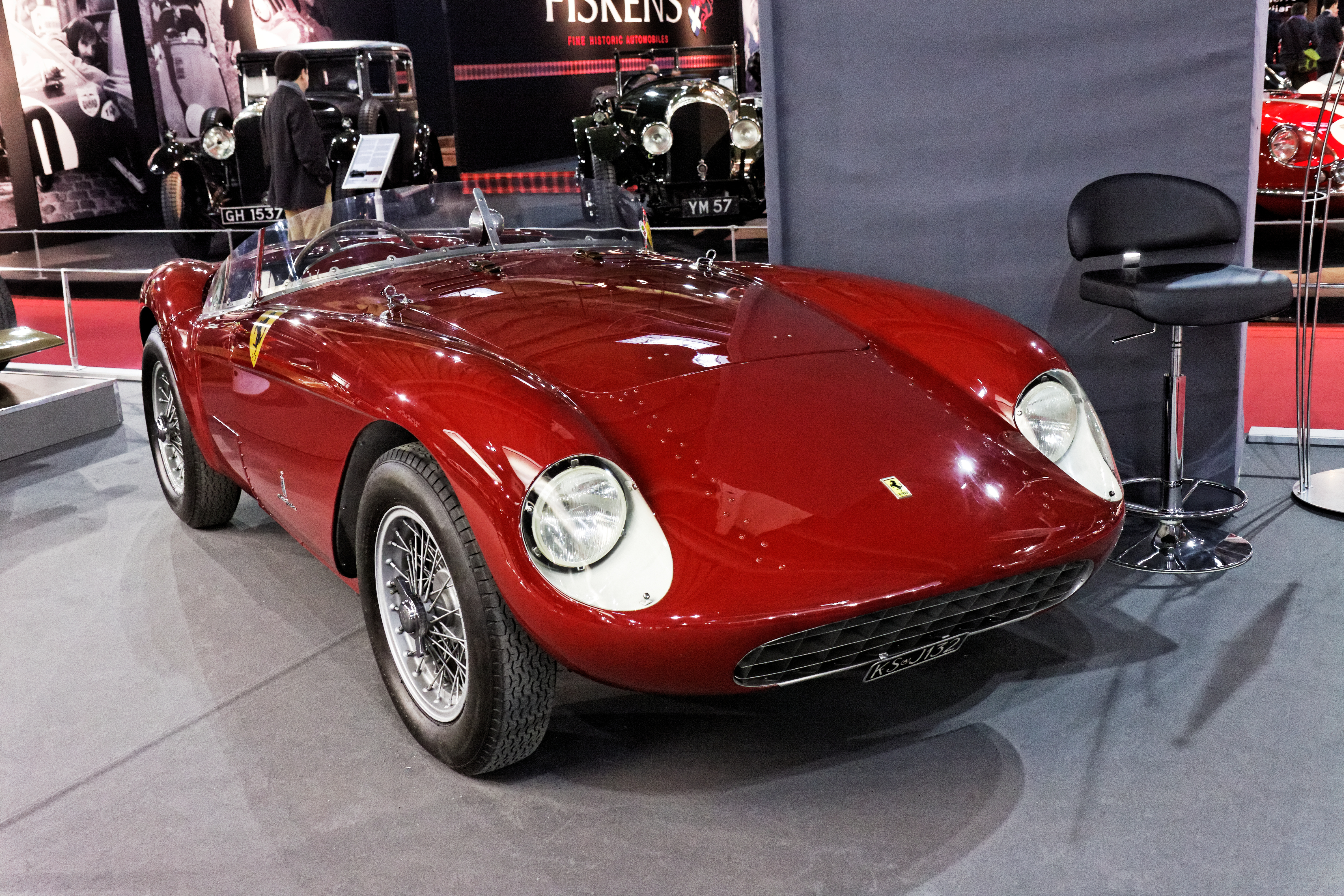
Ferrari 500 Mondial (1954)

Elles sont nommées d'après le circuit de Monza où elles font leur début avec la Ferrari 625 TF du pilote Mike Hawthorn,.

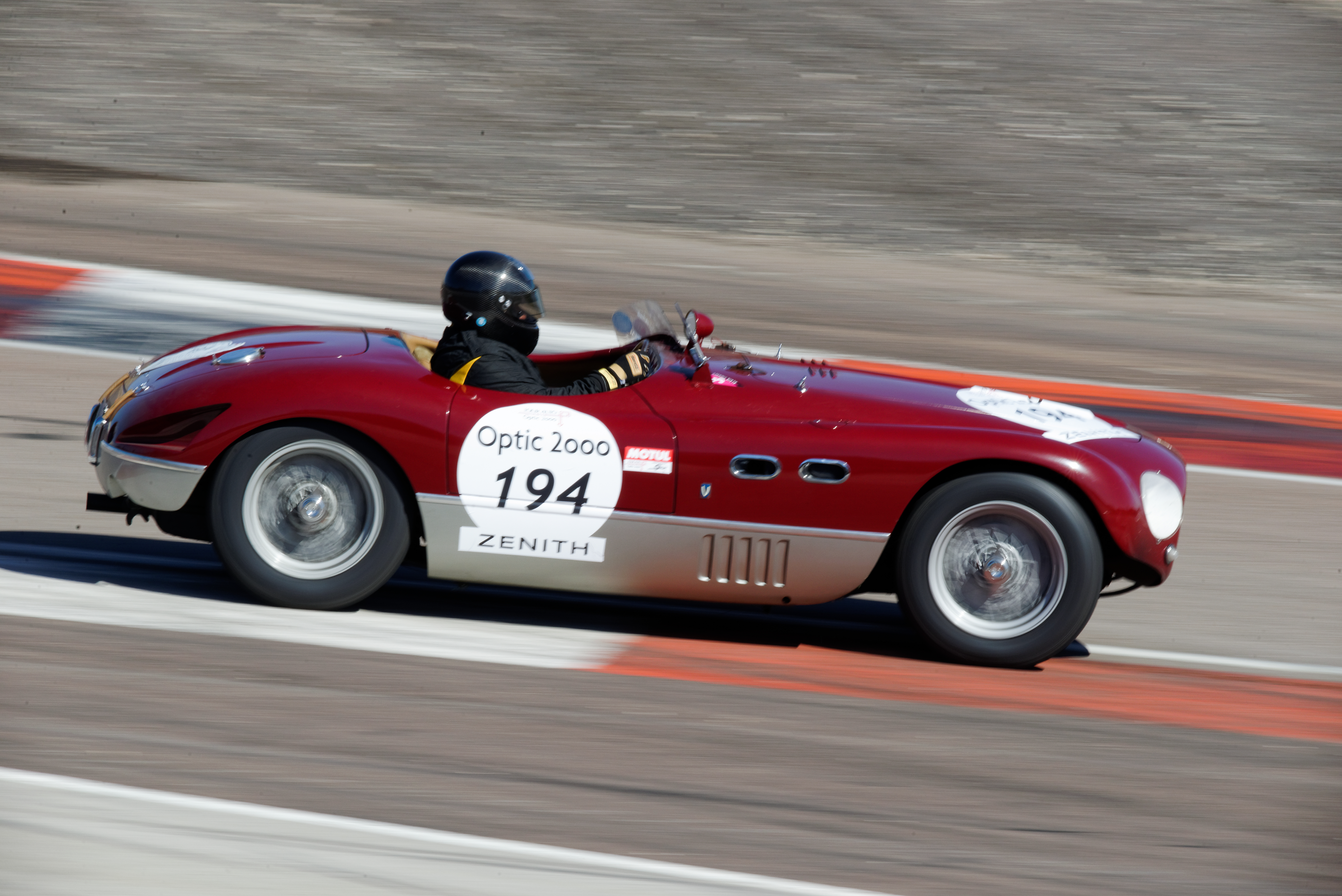
Ferrari 625 TF (1953)

Elles reprennent le moteur des Ferrari 500 précédentes avec divers variantes de cylindrées, de puissances, et de carrosseries, au prorata des réglementations de course de l'époque (avec un important palmarès à succès catégorie sport-prototype, dans leurs sous-catégories de tranche de cylindrée) en particulier avec les Ferrari 500 Mondial et Ferrari 750 Monza. Les saisons de Championnat du monde des voitures de sport 1954 et 1955 furent l'âge d'or des Ferrari de course à quatre cylindres, en parallèle des prestigieux palmarès des Ferrari D50 (V8) ou des Formule 1 Ferrari 553 (en), Ferrari 555 (4 cylindres) ou à V12 Colombo...
Des Ferrari Dino 196 S à moteur V6 Dino et des Ferrari 250 Testa Rossa V12 Colombo, et Ferrari 315 S et Ferrari 335 S V12 Jano, leur succèdent à partir de 1957.

## Modèles de Ferrari Monza
- 1953 : Ferrari 625 TF (Targa Florio), moteur 2,5 L de 220 ch[5],[6].
- 1953 : Ferrari 735 S, moteur 2,9 L de 225 ch.
- 1953 : Ferrari 500 Mondial, moteur 2 L de 170 ch.
- 1954 : Ferrari 750 Monza, moteur 3 L de 260 ch.
- 1955 : Ferrari 857 S, moteur 3,4 L de 280 ch.
- 1956 : Ferrari 860 Monza, moteur 3,5 L de 280 ch.
- 1956 : Ferrari 500 TR (en), moteur 2 L de 180 ch.
- 1956 : Ferrari 625LM (Le Mans), moteur 2,5 L de 225 ch.
- 1957 : Ferrari 500 TRC, moteur 2 L de 180 ch.
- 1957 : Ferrari 625 TRC, moteur 2,5 L de 220 ch.

Quelques modèles
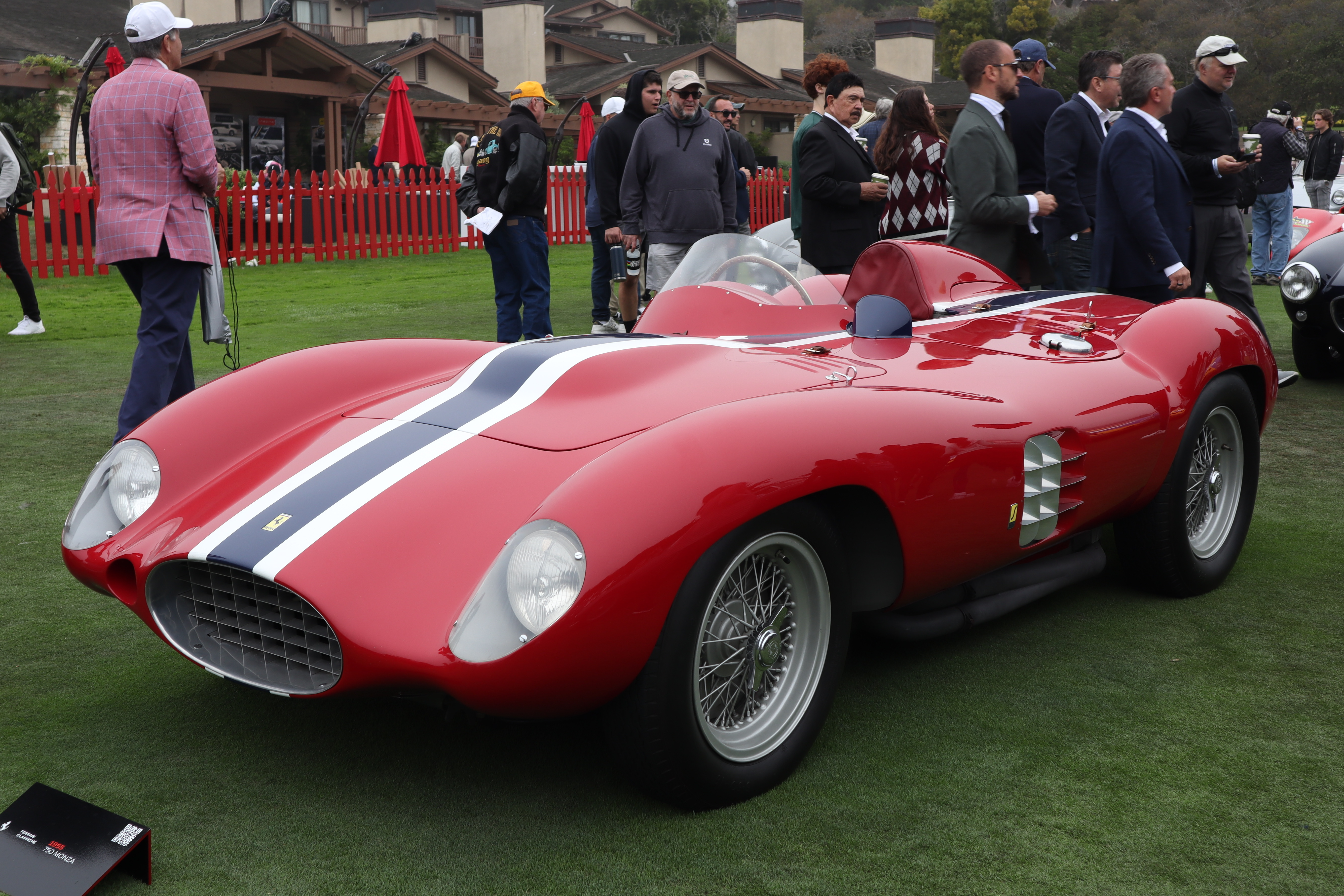
Ferrari 750 Monza (1954)
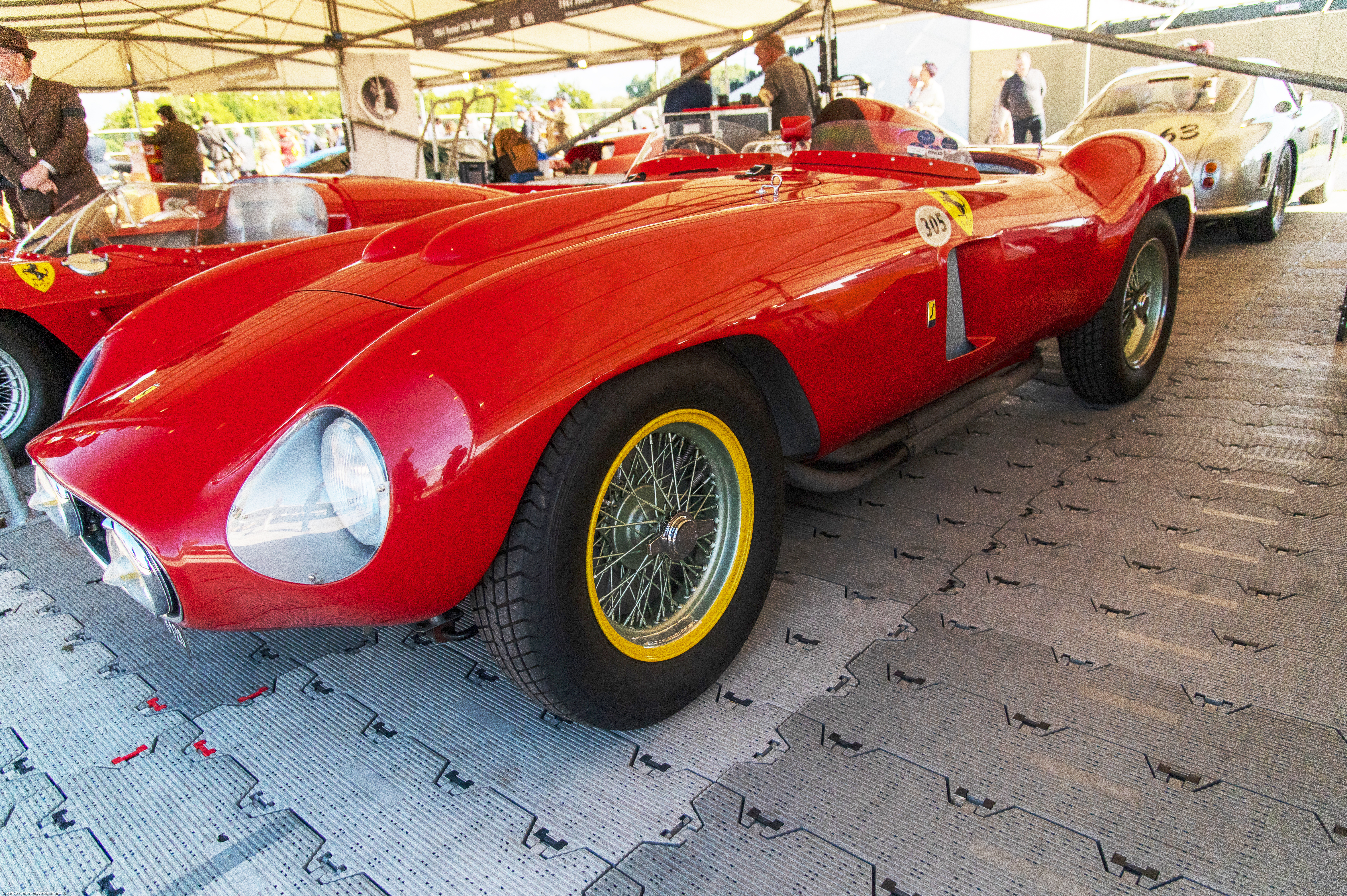
Ferrari 857 S (1955)
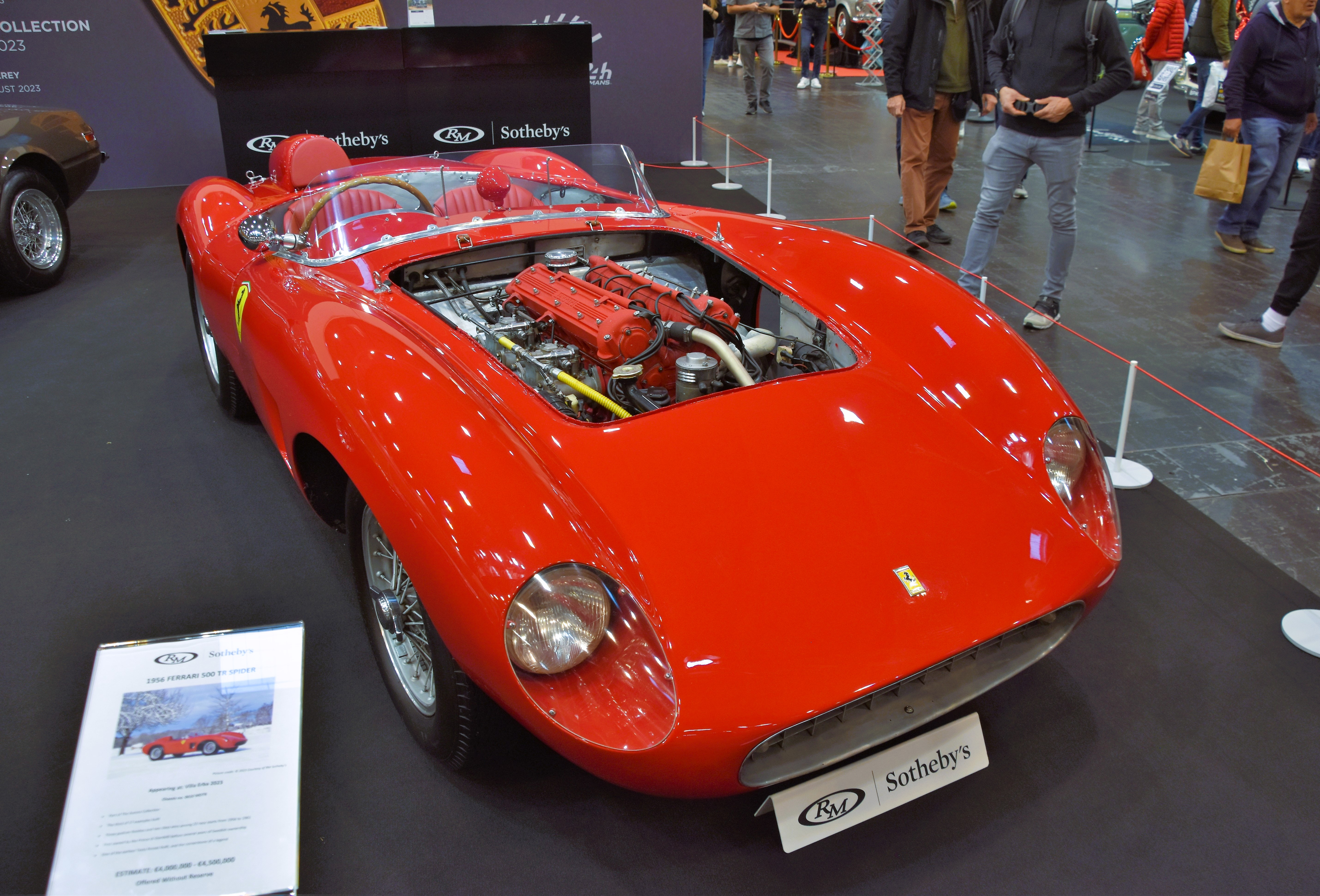
Ferrari 500 TR (en) (1956)
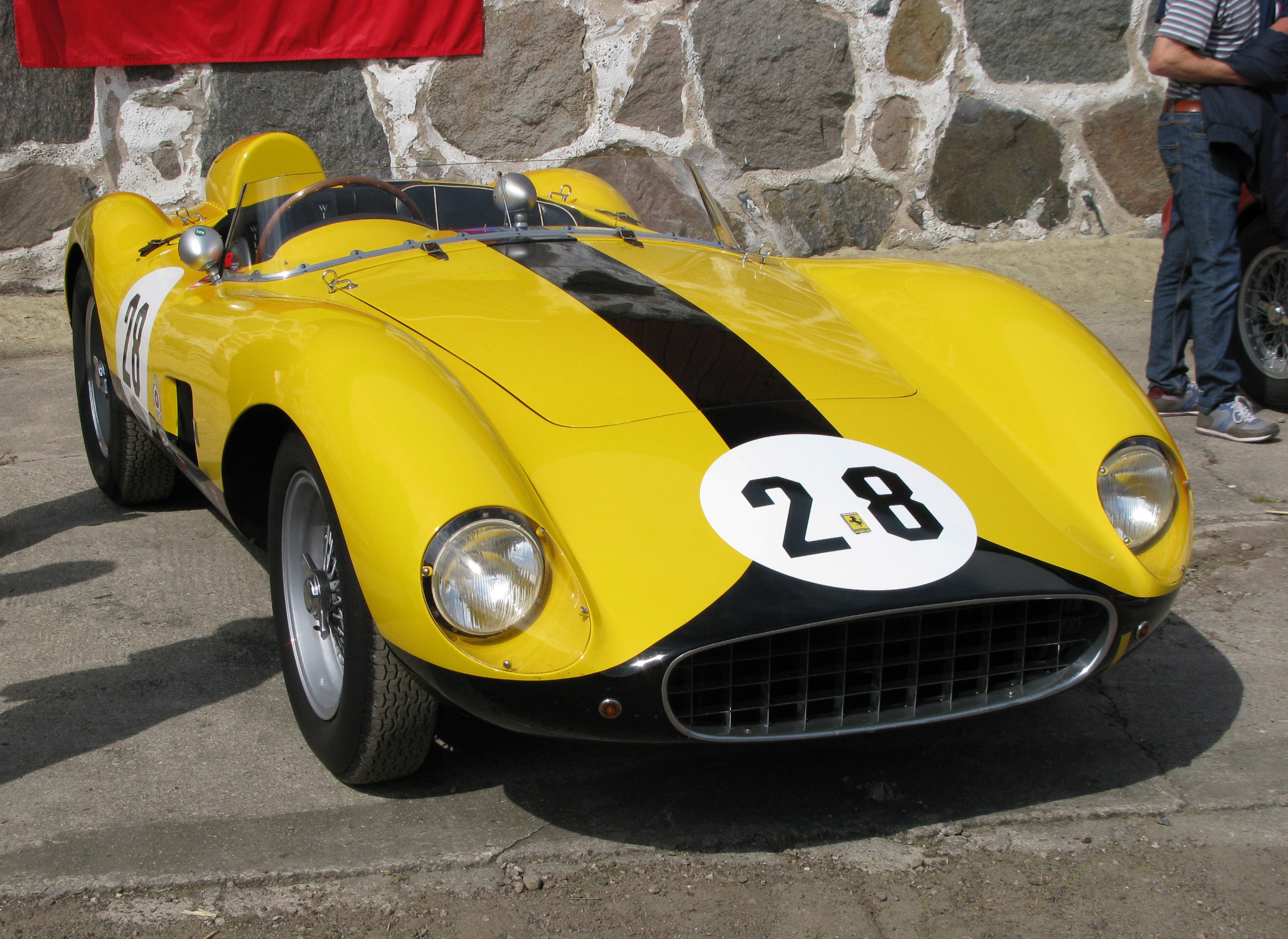
Ferrari 500 TRC (1957).

## Hommage
Les Ferrari Monza SP1 et SP2 de 2019 rendent hommage aux Ferrari Monza des années 1950. 